# La Poitevinière
La Poitevinière korábbi község Franciaország Loire mente régiójában, Maine-et-Loire megyében. 2015. január 1-jén kilenc másik korábbi községgel egyesült és Beaupréau-en-Mauges új község része lett.
Lakosainak száma 1100 fő (2018. január 1.). La Poitevinière Beaupréau-en-Mauges, Jallais, Neuvy-en-Mauges, Le Pin-en-Mauges és La Salle-et-Chapelle-Aubry községekkel határos.

## Népesség
A település népességének változása:
| Lakosok száma | 1017 | 1060 | 965  | 998  | 976  | 1022 | 1071 | 1074 | 1071 | 1100 |
|               | 1962 | 1968 | 1982 | 1990 | 1999 | 2008 | 2011 | 2013 | 2017 | 2018 |